# EDSAC

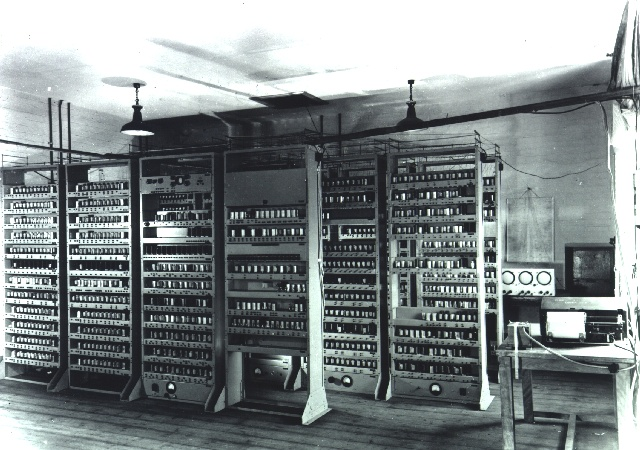
EDSAC

EDSAC (англ. Electronic Delay Storage Automatic Calculator) — электронная вычислительная машина, созданная в 1949 году в Кембриджском университете (Великобритания) группой разработчиков во главе с Морисом Уилксом. Создавалась на средства, выделенные Министерством обороны Великобритании из Государственного бюджета, средства из кембриджского университетского бюджета, а также небольшой грант, полученный от компании J. Lyons & Co. Исходным заказчиком разработки выступало государство. Официально, устройство называлось «калькулятором». Первый в мире действующий и практически использовавшийся компьютер с хранимой в памяти программой. Архитектура компьютера наследовала архитектуру американского EDVAC. На создание EDSAC ушло два с половиной года. Весной 1949 года была завершена отладка машины, и 6 мая 1949 года была выполнена первая программа — вычисление таблицы квадратов чисел от 0 до 99. Компьютер был представлен публике 22-25 июня 1949 года.

## История
Разработка EDSAC стала следствием своего рода «гонки вооружений» между Великобританией и США за первенство в разработке высокопроизводительных (по меркам 1940-х гг.) электронных вычислительных машин военного назначения. Армия США инвестировала крупные средства в проект Пенсильванского университета (впоследствии реализованный под названием ENIAC). Министерство обороны Великобритании, в свою очередь, инициировало аналогичные проекты в Кембриджском и Манчестерском университете. Как отмечает профессор Университетского колледжа Лондона Джон Агар, военная поддержка исследований электронно-вычислительной техники на этапе её возникновения и становления была решающей.

## Операционно-технические характеристики
Компьютер состоял из примерно 3000 электронных ламп. Основная память компьютера состояла из 32 ртутных ультразвуковых линий задержки (РУЛЗ), каждая из которых хранила 32 слова по 17 бит, включая бит знака — всего это даёт 1024 ячеек памяти. Была возможность включить дополнительные линии задержки, что позволяло работать со словами в 35 двоичных разрядов (включая бит знака). Вычисления производились в двоичной системе со скоростью от 100 до 15 000 операций в секунду. Потребляемая мощность — 12 кВт, занимаемая площадь — 20 м².

## EDSAC-2
В 1953 году в той же лаборатории под руководством Уилкса и Ренвика началась работа над второй моделью ЭВМ — EDSAC-2. В качестве оперативного запоминающего устройства уже использовались элементы на ферритовых сердечниках, общей ёмкостью в 1024 слова. Кроме того, в новой машине появилось и постоянное запоминающее устройство (ПЗУ) — сначала на диодной, а затем на ферритовой матрице. Но главным новшеством было использование микропрограммного управления: некоторые из команд можно было составлять из набора микроопераций; микропрограммы записывались в постоянной памяти.
EDSAC-2 была введена в строй в 1957 году и проработала до 1965 года.

## Побочные продукты
Хотя EDSAC создавалась для военных нужд, а проект курировался ответственными лицами из Министерства обороны Великобритании , разработчики позволили себе определённую свободу творчества и в качестве бесплатного приложения попутно разработали OXO — первую в истории компьютерную игру с выводом на экран.